# Brazil Game Awards

## Sobre
O Brazil Game Awards (BGA) nasceu em 2015 como um júri independente que reune veículos e críticos de videogame do país para eleger os melhores jogos da Brasil Game Show (BGS).
Em 2018, o Brazil Game Awards passou a eleger os melhores games do ano, não mais atrelado à Brasil Game Show.

## Júri
O Brazil Game Awards (BGA) reúne veículos e críticos de videogame do país para eleger os melhores jogos do ano.
Acesso Geek, Adrenaline, Aliança Geek, Arkade, BRKS Edu, Blog do Armindo, Bonus Stage, Canaltech, Cebola Verde, Combo Infinito, Conversa de Sofá, Cosmo, Critical Hits, Delfos, Diário do Nordeste, Drops de Jogos, ESPN eSports, Editora Europa, Epic Geek, Estação Nerd, Fala, Mica!, Flow Games, Folha de S. PAulo, Forbes, Forever Jogando, G1, Game Blast, Game Coin, Game On TV, GameHall, Gameplay RJ, Gamer Point, Gamers & Games, GamerView, Geek Saw, Globo Esporte, Hagazo, Hoje em Dia, IGN, IndieSide, InternerdZ, Jejé Pinheiro, JoGANdo, Jogabilidade, Jogando Casualmente, Jogazera, Jornada Geek, Kapoow!, MGG, Mais E-Sports, Manual dos Games, Max Palaro, Meia-Lua, Meio Bit, Mobile Gamer, Multiverso, Mundo dos Animes, Nautilus, Nerd Interior, Nerd View, Nerdbunker, Nerdlicious, Nerds da Galáxia, New Game Plus, Noobz, Nós Nerds, O Capacitor, O Megascópio, O Patife, O Povo, O Vício, Observatório de Games, Oficina na Net, Olhar Digital, Overloadr, PeperaioHardwareBR, Pichau Arena, Piloto de Mentirinha, Pizza Fria, Play Replay, Pop Verse, Portal do Nerd, Portallos, Pulo Duplo, SBT Games, Showmetech, Sidão do Game, Solo Mode, Suco de Manga, TecMasters, Techtudo, Teoria Geek, Terra Game On, The Enemy, Torcedores, Tudo Celular, VG.BR, VGDB, Viciados, Voxel, Warpzone, Game Arena e Última Ficha.

## Melhor Jogo Brasileiro do Ano
| Ano  | Jogo                        | Desenvolvedor                     |
| ---- | --------------------------- | --------------------------------- |
| 2015 | Horizon Chase Turbo         | Aquiris Game Studio               |
| 2016 | Trajes Fatais               | Onanim                            |
| 2017 | No Heroes Here              | Mind Mimic Interactive            |
| 2018 | Dandara                     | Long Hat House / Raw Fury         |
| 2019 | Blazin Chrome               | JoyMasher                         |
| 2020 | Out of Space                | Behold Studios                    |
| 2021 | Horizon Chase: Senna Sempre | Aquiris Game Studio               |
| 2022 | Fobia - St. Dinfna Hotel    | Pulsatrix Studios / Maximum Games |
| 2023 | Pocket Bravery              | Statera Studio / PQube            |

## Melhor Dublagem em Português
| Ano  | Jogo                            | Desenvolvedor                                                |
| ---- | ------------------------------- | ------------------------------------------------------------ |
| 2018 | God of War                      | Santa Monica Studio / Sony Interactive Entertainment         |
| 2019 | Mortal Kombat 11                | NetherRealm Studios \ Warner Bros. Interactive Entertainment |
| 2020 | The Last of Us Part II          | Naughty Dog / Sony Studios                                   |
| 2021 | Marvel’s Guardian of the Galaxy | Eidos Montréal / Square Enix                                 |
| 2022 | God of War Ragnarök             | Santa Monica Studio / Sony Interactive Entertainment         |
| 2023 | Marvel’s Spider-Man 2           | Insomniac Games / SIE                                        |

## Melhor Equipe de eSports do Brasil
| Ano  | Equipe           |
| ---- | ---------------- |
| 2018 | Kabum! e-Sports  |
| 2019 | Flamengo eSports |
| 2020 | Flamengo eSports |
| 2021 | FURIA            |
| 2022 | LOUD             |
| 2023 | LOUD             |

## Mlehor Atleta de eSports do Brasil
| Ano  | Jogo             | Equipe      | Jogo           |
| ---- | ---------------- | ----------- | -------------- |
| 2018 | Gabriel "FalleN" | Mibr        | Counter-Strike |
| 2019 | Bruno “Nobru”    | Corinthians | Free Fire      |
| 2020 | Bruno “Nobru”    | Corinthians | Free Fire      |
| 2021 | Gabriel "FalleN" | Team Liquid | Counter-Strike |
| 2022 | Gustavo “Sacy”   | LOUD        | Valorant       |
| 2023 | Gabriel "FalleN” | FURIA       | Counter-Strike |

## Outras Categorias
- Jogo do Ano
- Jogo Mais Aguardado
- Melhor Jogo Original
- Melhor Peiférico / Hardware
- Melhor Jogo de Tiro
- Melhor Jogo de Ação e Aventura
- Melhor Jogo de Luta
- Melhor RPG
- Melhor Jogo de Corrida
- Melhor Jogo de Esporte
- Melhor Jogo de Estratégia
- Melhor Jogo Para a Família
- Melhor Jogo Mobile
- Melhor Multiplayer
- Melhor Trilha Sonora
- Melhor Estúdio
- Melhor Publisher
- Melhor Jogo Independente
- Melhor Atleta Feminina de eSports Brasil
- Melhor Jogo de eSports